# Molgula retortiformis
Molgula retortiformis är en sjöpungsart som beskrevs av Addison Emery Verrill 1871. Molgula retortiformis ingår i släktet Molgula och familjen kulsjöpungar. Inga underarter finns listade i Catalogue of Life.